# 関ジャニの仕分け∞
『関ジャニの仕分け∞』（かんジャニのしわけエイト）は、テレビ朝日で2011年4月7日未明（6日深夜）から2015年3月21日まで放送されていたバラエティ番組。通称は「仕分け∞」。

## 概要
関ジャニ∞が世のためカラダを張って世の中のあらゆるモノの「ある・なし」「出来る・出来ない」の境界線を探り出していく、前代未聞の「仕分けバラエティ」。2011年の2月・3月に『お願い!ランキング』内の「お願い!企画ファーム」コーナーでパイロット版を放送した後、同年4月から木曜未明（水曜深夜）枠でレギュラー番組化。
そして、レギュラー開始から僅か5か月後の9月10日より、『ガリレオヒット脳研』の後番組として土曜20時のゴールデンタイムに進出。ただし、移動当初の2011年9月はまだ深夜の放送が残っていた都合上、水曜深夜・土曜20時の週2回放送を行っていたり、本放送でカットされた企画を含めた完全版を後日関東ローカルで流したりと、特殊な形態で放送されていた。
土曜20時台の1時間枠でレギュラー放送するという名目ではあるが、ほとんどの回が18:56からの2時間特番である。2014年5月24日放送分は19:54からの1時間放送となったが、これは2013年1月26日放送分以来1年4ヶ月振り。また2015年1月31日には8ヶ月1週間振りに、同年2月21日に20日ぶりの1時間放送となった。また、この日が最後の1時間レギュラー枠だった。原則としてゴールデンタイムの時間帯に放送するため、改編期特番などが原因の長期休止が発生することが多く、2012年夏以降は2週間〜1カ月に1回程度の放送になっている。まれに18:30から同番組の2時間半スペシャルを放送することもある。特に2012年4月28日から2013年3月23日まで、18:30に『雑学家族』が編成されていた時期では、頻繁に2時間半SPを放送していた。
2012年3月31日で20:51 - 20:54枠で放送されていた『世界が愛した絵本』がテレビ朝日が枠移動、それ以外の系列局が終了したため、特番を経て4月28日放送分から放送枠が3分拡大される。
ゴールデン移行後のネットセールスは開始当初から半年間は3分だったが、2012年4月放送分より前述の理由などもあって4分、2013年4月放送分より5分に増大した。
最高視聴率は2013年1月26日放送回の16.2%（ビデオリサーチ調べ、関東地区・世帯・リアルタイム。以下略）。しかし、2014年になってから視聴率が低下、7月5日放送の2時間スペシャルでは5.0%を喫してしまった。
2014年12月7日の『スペシャルサンデー』枠（15:35 - 17:25）にて新企画2本を含む「特別編 豪華3本立てSP」を放送した。
2015年3月21日の2時間SPを以って終了した。なお、関ジャニ∞出演のテレビ朝日系番組は同年5月開始の「関ジャム 完全燃SHOW」に引き継がれる。
放送終了後から約半年後の2015年9月25日より不定期に、本番組の音楽系対決企画を引き継いだ特別番組『関ジャニ∞のTheモーツァルト 音楽王No.1決定戦』が、2017年10月8日から2018年3月11日レギュラーで『今夜、誕生!音楽チャンプ』が放送されている。

### 放送時間の変遷
| 放送期間 | 放送期間 | 放送曜日           | 放送時間（JST）       |
| -------- | -------- | ------------------ | --------------------- |
| 2011.04  | 2011.09  | 木曜日（水曜深夜） | 01:21 - 01:51（30分） |
| 2011.10  | 2012.03  | 土曜日             | 19:54 - 20:51（57分） |
| 2012.04  | 2015.03  | 土曜日             | 19:54 - 20:54（60分） |

## 出演者
MC/レギュラー仕分け人
- 関ジャニ∞[6]（横山裕・渋谷すばる・村上信五・丸山隆平・安田章大・錦戸亮・大倉忠義）

仕分け進行人
- 清水俊輔（テレビ朝日アナウンサー）- パイロット版及び木曜未明（水曜深夜）時代の進行役を担当。降板した理由は「『Qさま!!』のプレッシャーSTUDYの収録が重なっているため」と2011年9月29日未明（28日深夜）放送分（これまでやってきた仕分けをゴールデンに持っていくorいかない）で説明した。

仕分けホール支配人
- 土曜ゴールデン移動後の進行役。ただし清水とは異なり、スタジオで顔出しせず、天の声方式で進行を行う。放送開始当初は古坂大魔王や秋山竜次（ロバート）、渡部建（アンジャッシュ）、カンニング竹山らが担当していたが、2012年夏頃から竹山に固定された。

ナレーター
- 垂木勉

## 主な企画

### 深夜時代

#### 仕分けチャレンジ
登場した8つの人物や物などを、正しく2つのグループに仕分ける。女性の見た目仕分け（20代女性と40代女性、小学生とお母さん、女装した男性と女性、等）、本物の芸能人親子とニセモノ親子、プロが作った料理とADが作った料理、100円グッズと1万円以上の商品等。
仕分け方法は、予め指定された一方のグループに該当する4つを、メンバーが1人1つずつ選んでいく。正しければ握手されるが、間違っていれば当人や女性秘書からビンタや顔面水鉄砲などの罰ゲームを受ける。4つが全て選ばれた時点で、メンバーが残っていても仕分け終了。
2011年8月18日未明（17日深夜）放送分以降は、関ジャニ∞チーム対ゲストチームの対抗戦方式で実施。交互に1つずつ選んで、正解の方を選ぶ度にポイントを獲得（1個目→10ポイント、2個目→20ポイント、3個目→30ポイント、4個目→40ポイント）。不正解の方を選んだ場合は、罰ゲーム。合計ポイントが多かったチームの勝利。

#### 関ジャニ∞仕分け
関ジャニ∞のメンバーが1人ずつ課題に挑戦して、関ジャニ∞を2つのグループに仕分ける。ジャニーズ愛あり・なし（歌詞が3ヶ所空欄になっている先輩の曲を正しく補いながら唄う）、漢字の実力 中2以上・中2以下（中2レベルの漢字の読み問題に答える。中2以下になると、問題レベルを下げてどの学年レベルか暴かれる更なる辱めを受ける）、等。

#### 関ジャニ∞仕分け 先輩芸能人の名前
前述の「関ジャニ∞仕分け」とタイトルは同じだが、ルールが異なる。関ジャニ∞の先輩にあたる俳優や芸人が登場、1人ずつメンバーが出てきて、本人の目の前でその先輩芸能人の名前を正しく答える。正解なら先輩芸能人に握手される。不正解なら失礼でその先輩の気分を害させたということで、女性秘書からビンタ制裁を受ける。この仕分けでは、登場した先輩1人に対して、正解するメンバーが現れるまで続けられる。その為、答えを教え合うのは、原則禁止されている。

#### ヘン舌仕分け
視聴者から募集した一見ミスマッチとも思える「ちょい足しレシピ」を関ジャニ∞のメンバーが自らセレクト＆プレゼン、実際に試食して、多数決で「ウマ舌」か「ヘン舌」かに仕分けていく。

#### ゾロって7
この企画のみ、普段の会議室ではなくカジノを模したスタジオセットで行われる。出題されたお題に対して、7人全員が回答。7人の答えが揃えば「ゾロって7」達成。

#### これまで行った企画 ゴールデンに持っていけるか仕分け
2011年9月28日放送。深夜放送最終回という事で、これまでの放送で行った企画をゴールデン放送でも行えるかをどうかを仕分け。挑戦するメンバーは解答と「仕分け結社」との結論が違った場合、仕分けバズーカ（炭酸ガス）。
"ゴールデンに持っていける"と仕分けられたのは上述にもある「ジャニーズ愛仕分け」と「先輩芸能人の名前仕分け(実際には行われなかった)」と「(仕分け成功率が1番低い)丸山隆平」。"持っていけない"と仕分けられたのは上述の「関ジャニ∞仕分け〜漢字力〜（唯一不正解だった渋谷の作詞家生命に関わるため）」と「仕分けチャレンジ〜元ヤンキー女性〜（候補の女性に凄まれ、怯える渋谷の姿をゴールデンで流すわけにはいかないため）」と「清水俊輔(前述の通り、『Qさま‼︎』と収録がかぶるため)」。

### ゴールデン時代
ゴールデン移行にあたり、番組の設定も「仕分け結社」なる組織の司令を受けて、「仕分け人」の関ジャニ∞とゲストが、仕分けをテーマにした様々なクイズ・ゲームを通して境界線を探るというものに変更された。末期は、関ジャニ∞が対決の勝敗を予想する仕分け企画と関ジャニ∞のメンバー自身が課題に挑戦する企画が殆どであった。

#### 仕分けチャレンジ
別室（仕分けルーム）にいる6 - 10人の女性などをカメラ越しで見て、その中に半分紛れている特定のものを仕分ける。お母さんor小学生（お母さんを当てる）、女装男性or本物女性（女装した男性を当てる）など。女性以外を仕分ける問題（書道や芸術のプロが作った作品とADが作った偽物作品を仕分ける、など）が出題されることもある。
交互に1人ずつ挑戦。まず2 - 3人に候補を絞った後、ヒントとして質問や動作、カメラのズームなどリクエストを1つだけ行える。その後、正解だと思うものを1人選択し、スタジオに呼び寄せる。
正解は、選ばれた本人から発表（物の場合は秘書から発表）。正解なら手を差し出して握手、不正解なら手に持った仕分けバズーカで顔面に炭ガスを噴射される。正解する度に得点を獲得。得点は1人仕分け成功ごとに上がっていく。得点パターンは回によって異なる。正解・不正解のどちらか全て選ばれた時点で終了。不正解が全て選ばれた場合は、自動的に残りの挑戦者が正解を選んだものとみなされ、該当チームに得点が加算される。

#### ダイエット成功者仕分け
仕分けルームにいる3人の女性の中からダイエットに成功した1人を、ダイエット前の写真や質疑応答を元に当てる。解答のチャンスは2回。解答方法や正解発表は「仕分けチャレンジ」と同じ。1回目で正解なら100（50）点、2回目で正解なら50（20）点。関ジャニ∞・ゲストチームに対して個別の問題が、それぞれ1問ずつ出題される。

#### できるorできない仕分け（正式名称不明）
仕分けルームにいる6人前後の有名人の中から、指定された課題ができる人を仕分ける。番組側が指定した持ち歌を1コーラス暗唱できる歌手、跳び箱12段が跳べるデブ芸人など。
交互に1人ずつ挑戦。まず2 - 3人に候補を絞った後、ヒントとして質問や動作、カメラのズームなどリクエストを1つだけ行える。その後、正解だと思うものを1人選択し、スタジオに呼び寄せる。呼び寄せられた有名人は、スタジオで課題を実演。成功なら選んだ人は得点（30点または50点で固定）を獲得、失敗なら選んだ人はスタッフから仕分けバズーカで顔面に炭酸ガスを噴射される。両チーム、同じ回数ずつ有名人を選んだ時点で終了。

#### ゾロって7
関ジャニ∞とゲストチームどちらがチームワークが良いか悪いかが、仕分けされる。
出題されたお題に対して、全員が回答。チーム内のゾロリ数（答えが揃った人数）を競う。7人全員の回答が揃った場合は「ゾロって7」達成。問題の種類は、多種多様なジャンルから出題される「価値観ゾロって7」、芸能界やプライベートにまつわるテレビでは答え辛い質問がチームごとに出題される「答えづらいゾロって7」、2択から選ぶ「2択ゾロって7」、写真で出された芸能人の名前を漢字で正しく書ける人数を競う「芸能人の名前 漢字でゾロって7」など。
1問ごとに、ゾロリ数が多かったチームに20点（同数の場合は、得点なし）。また「ゾロって7」を達成した場合は、これとは別に30点のボーナスを獲得（引き分けでもその30点は獲得）。2011年12月3日放送分からルールが改正され、各チームゾロリ数に応じた点数を獲得。4ゾロリ以下→0点、5ゾロリ→50点、6ゾロリ→60点、「ゾロって7」達成→100点。5ゾロリ→30点、6ゾロリ→50点の場合もある。横山は稀に問題に対して珍回答を出すことがある。

#### ジャニーズ愛仕分け
本編とは別に行われ、関ジャニ∞のみが挑戦。ジャニーズ事務所において関ジャニ∞の先輩にあたるアイドルの代表曲を、1コーラス間違えることなく唄い切る。1人ずつ、番組が選んだ候補曲10曲（または12曲）の中から1曲を抽選で決定、その曲をカラオケ形式で唄い歌詞の途中3ヶ所が空欄になっているので、それらには正しい語句を補いつつ唄っていく。ただし3ヶ所目は空欄が長い難問になっているので間違えることなく1コーラス唄い切ったメンバーは「ジャニーズ愛あり」に、歌詞を間違えた及び空欄に正しい歌詞を補えなかったメンバーは「ジャニーズ愛なし」に、それぞれ仕分けられる。コーラスの部分は歌わなくてもOK。2012年11月17日放送はジャニーズ愛仕分けリベンジということで1年間反省したかを確かめるという理由で2番まで歌い、さらに5か所の空欄の歌詞を全て間違えずに歌えれば「ジャニーズ愛あり」という新ルールが導入された。2014年12月6日の放送日では前回唯一愛なしだった大倉の汚名返上のため復活した。この回のルールは1番の歌詞の途中にある5ヶ所の空欄を間違えずに歌えば「ジャニーズ愛あり」となる 
また、2012年11月17日では進行者として特別出演した「芸能界イチのマッチファン」である綾小路翔が支配人からチャレンジを催促されたために挑戦し、見事成功した。（空欄部分の歌詞を噛むなど怪しい部分があったがマッチが見逃した為セーフとなった。）
「本人チャレンジ」として、2012年11月17日には、近藤真彦本人が、2014年12月6日には、KinKi Kidsの2人がチャレンジしたが、どちらも失敗し、ジャニーズ愛なしと仕分けられた。
| スニーカーぶる〜す | ギンギラギンにさりげなく | ふられてBANZAI | ハイティーン・ブギ | ケジメなさい             |
| ざんばら           | 大将                     | 夕焼けの歌     | 愚か者             | ミッドナイト・シャッフル |

| スニーカーぶる〜す | ヨコハマ・チーク | ブルージーンズ メモリー | ギンギラギンにさりげなく | ふられてBANZAI       | ハイティーン・ブギ       |
| ケジメなさい       | ヨイショッ!      | 大将                    | 愚か者                   | アンダルシアに憧れて | ミッドナイト・シャッフル |

| 放送期間     | 先輩曲                | ジャニーズ愛なし             |
| ------------ | --------------------- | ---------------------------- |
| 2011.2.11~18 | 少年隊                | 横山・渋谷・安田・錦戸・大倉 |
| 2011.5.18~25 | KinKi Kids、TOKIO、V6 | 安田・大倉                   |
| 2011.10.22   | 近藤真彦              | 横山                         |
| 2012.11.17   | 近藤真彦              | 大倉                         |
| 2014.12.06   | KinKi Kids            | 横山・渋谷                   |

| 放送期間   | 挑戦者              | 結果   | 曲                       |
| ---------- | ------------------- | ------ | ------------------------ |
| 2011.11.17 | 綾小路翔            | 愛あり | ミッドナイト・シャッフル |
| 2011.11.17 | 近藤真彦 （本人）   | 愛なし | スニーカーぶる〜す       |
| 2014.12.06 | KinKi Kids （本人） | 愛なし | Hey！みんな元気かい？    |

#### 実は苦手な芸能人仕分け
ゲストが1人登場した後、そのゲストと仲が良い芸能人が1人ずつ入室。ただし入室する4 - 5人の中で1人だけ、ゲストが苦手としているのに演技で仲が良い振りをして接している芸能人がいる。
関ジャニ∞は、2人の会話（90秒間のフリートーク）や質疑応答から苦手としている芸能人は誰かを推理する。ゲストが正解を変えない様に、予めゲストは苦手としている芸能人は決めており、その相手にも正解発表で初めて、ゲストから苦手にされていることが分かる仕組みになっている。
正解（仕分け成功）なら関ジャニ∞の勝利、不正解（仕分け失敗）なら仕分けバズーカ。関ジャニ∞が最後まで正解となる芸能人を当てられなければ、ゲストに賞金が贈られる。水曜深夜でも一度だけ、「仕分けチャレンジ 芸能人の演技」というタイトルで、同様の企画が放送された。ゴールデンとのルールの違いは、個人戦で、各自が記述で解答。不正解だったメンバーは、1人ずつ女性秘書からビンタを受ける。関ジャニ∞全員が不正解だった場合、ゲストが演技し通せたということで、ゲストに賞金が贈られる。

#### 最強歌ウマ軍団にカラオケの得点で勝てるか仕分け
LIVE DAMに搭載されている「精密採点DX」を使用して、カラオケで対決する。
スタジオにて、2人の歌い手がカラオケで対決。お互いの歌唱は精密採点DXで採点され、得点が高かった方の勝利。
この仕分けには、関ジャニ∞だけでなく、歌手や歌手が本業の有名人を中心に構成された「歌ウマ軍団」、歌手が本業ではないものの歌唱力の高さに定評がある芸人・タレント、プロアマ問わず歌唱力に長けた小中学生の「歌ウマキッズ」らが参加する。
このコーナーでは圧倒的な強さを見せたMay J.をメインとした企画が行われていたが、26連勝中だった2014年5月3日に持ち歌の「Let It Go」でサラ・オレインに敗北して以降はサラ・オレインをメインとした二番勝負、三番勝負といった企画が行われるようになった。一方でMay J.は敗北後のコメントで新たにスタートを切ることを表明し、2014年9月に4か月ぶりに登場し「I DREAMD A DREAM」「キラキラ」などを歌唱し、歴代1位（98.577）の得点を奪取し復活。ただしこの記録は、サラ・オレインが9月20日の放送で98.919を出し塗り替えられた。サラ・オレインは番組終了まで10連勝し、最後まで敗北することはなかった。
トーナメント形式
不定期で、様々な趣向のトーナメント大会が放送されている。オーディションで選抜された8名の歌ウマキッズが優勝とリン・ユーチュンとのスペシャルマッチ挑戦権を賭けて戦う（2013年9月28日・12月28日放送分）、3人1チームの4軍団対抗戦（番組からは、関ジャニ∞渋谷とMay J.らが「仕分け∞軍団」としてエントリー）、国籍の異なる8人が戦う国別対抗戦（日本代表としてつるの剛士が、台湾代表としてリン・ユーチュンがそれぞれ参加）、など。
下剋上カラオケサバイバル
若手歌手やタレント、歌ウマキッズら5 - 6名の挑戦者が、プロ歌手に勝利する下剋上を目指す。まずプロ歌手が持ち歌・十八番を唄った後、挑戦者もプロ歌手が唄った曲と全国平均点が近い曲を1曲選んで歌唱。得点がプロ歌手を上回れば次のステージに進出、下回ったらその時点で脱落。これを、1st STAGEと2nd STAGEの2回行い、2nd STAGEをクリアできた挑戦者のみが、FINAL STAGEで最強歌手と対戦。最強歌手にも勝利できれば、下剋上達成となる。なお最強歌手は連勝中はMay J.だったが、サラ・オレインに敗北したため、そのままMay J.が役割を担うのか、それともサラ・オレインに交代するのか、最後まで明らかにされなかった。
2013年11月22日（金曜日）には、本企画を独立させた特別番組が放送された。詳細は「下剋上カラオケサバイバル」を参照。
2015年9月25日からは『関ジャニ∞のTheモーツァルト 音楽王No.1決定戦』で放送。

#### カラオケ出場者
| 放送日         | 出場者     | 出場者 |
| 放送日         | 優勝者     | 他の出場者 |
| -------------- | ---------- | --- |
| 2014年6月14日  | -          | 藤井舞乃空、秋元順子、横田彩青、福田こうへい、二木蒼生（こけぴよ）、 さくらまや、柿原奈津美、柿原穂乃佳、眞塩藍咲、杜このみ、佐久間彩加、徳永ゆうき、つるの剛士、細川たかし           |
| 2014年7月5日   | -          | サラ・オレイン、島田歌穂、石井雅登、濱田めぐみ |
| 2014年8月16日  | -          | ホベルト・カザノバ、加藤高道（狩人）、テビタ・アピナ、中村美律子、ウィラコーンわたる、宮路オサム、チャン・ブン、伊藤咲子、 リン・ユーチュン、山田七海、岩佐茉彩、草ヶ谷遥海、樋口咲季 |
| 2014年9月6日   | May J.     | さくらまや、津田英佑、濱田めぐみ、川上大輔、つるの剛士、二木蒼生（こけぴよ）、リン・ユーチュン                                                                                        |
| 2014年9月20日  | -          | サラ・オレイン、草ヶ谷遥海、長谷川芹奈（Little Glee Monster）、小柳ゆき、沢田知可子、SILVA、ゼンディ・ローズ、五十川美空                                                              |
| 2014年10月18日 | -          | 寺田恵子、須磨日和、相川七瀬、中杉天音 |
| 2014年11月22日 | -          | 華原朋美、保田圭、Tama（元Hysteric Blue）、塩ノ谷早耶香、木山裕策 |
| 2014年12月6日  | -          | May J.、沢田知可子、さくらまや、つるの剛士、リン・ユーチュン |
| 2015年1月31日  | -          | 三山ひろし、松村和子、日野美歌、花園直道、ジュディ・オング、川上大輔 |
| 2015年2月21日  | 上垣ひなた | 横川温花、菊池銀河、日浦美菜子 |
| 2015年3月7日   | 上垣ひなた | 青山郁代 |

#### 最強アーティスト軍団にリズム感対決で勝てるか仕分け
音楽ゲーム『太鼓の達人』を使いリズム感対決。
関ジャニ∞は1人ずつ、仕分けルームにいるアーティスト軍団（ソロアーティストや有名バンドのドラマーなど3 - 4人）の中から自分が勝てそうだと思う1人を選択。両者同じ曲のむずかしいコースを叩き、得点が多かった方の勝利。叩く楽曲は、原則「J-POP」ジャンルの楽曲だが、まれに「アニメ」「クラシック」「どうよう」から選出される。このため、「ボーカロイド曲」「ゲームミュージック」「ナムコオリジナル」から選出されたケースはない。また、対戦者の持ち歌が採用されることもある。「最強ドラマー決定戦」（後述）の第2回大会から、おにコースや特別に譜面が作成されたアーケード版未収録楽曲で叩く対戦も行われている。
仕分け∞オリジナル楽曲（放送日順）
- 「HONEY」L'Arc〜en〜Ciel
- 「ultra soul」B'z
- 「survival dAnce～no no cry more」TRF
- 「ズルい女」シャ乱Q
- 「歩いていこう」JUN SKY WALKER(S)
- 「名もなき詩」Mr.Children
- 「誘惑」GLAY（のちにアーケード版に収録）
- 「T.W.L」関ジャニ∞
- 「小さな恋のうた」MONGOL800
- 「浪速いろは節」関ジャニ∞
- 「あおっぱな」関ジャニ∞
- 「風になりたい」THE BOOM
- 「LIFE」キマグレン
- 「エロティカ・セブン」サザンオールスターズ
- 「Go!Go!Heaven」SPEED
- 「ガッツだぜ!!」ウルフルズ
- 「スリル」布袋寅泰
- 「サバイバル」GLAY
- 「LOVE PHANTOM」B'z

関ジャニ∞はアーティスト軍団に勝てば仕分け成功、負ければ仕分け失敗（秘書から仕分けバズーカ）。また特別編として女性アーティスト大会、事前オーディションを勝ち抜いた若手アーティストによる新人大会（錦戸が参加）、ミュージシャンではなく打楽器界の日本一との異種対決など、様々な趣向で行われている。
大倉は、第1回最強ドラマー決定戦トーナメントで優勝して以降は王座防衛戦となり、負けた場合はそれをもって「王座陥落」となり、勝者に仕分け∞特製チャンピオンベルトを渡さなければならない。
なお、この仕分けと前述のカラオケ仕分けでは『お願い!ランキング』の水曜・土曜放送分において、出場者オーディションを兼ねたスピンオフ企画も放送されている。2012年12月1日で初めて大倉が負けたため新王者SOPHIA赤松にチャンピオンベルトを渡した。
2014年以降は1度もやっていなかったが、2015年3月21日の最終回2時間SPにて宿敵・赤松芳朋とのリベンジマッチとして久々に行った。
大倉は番組特製の法被を着て参加する（初回は着ていなかった）。ただし、特別編で大倉がプレーせず見届け人の場合は、法被は着ない。また、「最強ドラマー決定戦」第2回から大倉以外の関ジャニ∞メンバーも出場する場合は法被を着ている。
| 着用者           | 概要 | 戦績     |
| ---------------- | --- | -------- |
| 大倉（初代）     | 王者時代の法被。緑地に金のタスキ姿。非常に煌びやか。前襟には連勝数を表す星が刺繍されており、「∞」の文字が目を惹く。 | 55戦50勝 |
| 大倉（2代目）    | SOPHIA赤松に敗れ王座陥落となってしまったことをきっかけに2012年間王座決定戦で着用したもの。初代よりはるかに地味になっており、タスキも無くなっている。「∞」も輝かなくなった。これを見た村上は「大倉くんも達人から弟子入りみたいになった」と感想を漏らした。 | 55戦50勝 |
| 大倉（3代目）    | 2013年からはこの法被に固定された。白をベースとした配色になっており、ところどころ緑が用いられている。ほどよく煌めく。 | 55戦50勝 |
| 大倉（決勝専用） | 2013年年間王座決定戦決勝戦専用の法被。袴とセットで全体が黒色となっている。 | 55戦50勝 |
| 安田             | 安田が第2回最強ドラマー決定戦に出場した時の法被。初代大倉用をベースに装飾を抑え、カラーも安田のイメージカラーである青になっている。 | 4戦3勝   |
| 錦戸             | 錦戸が新人大会に出場した時の法被。安田用をベースにカラーを錦戸のイメージカラーである黄色に変更した。 | 3戦0勝   |
| 丸山             | 関ジャニ∞対最強俳優軍団で出場した時の法被。丸山のイメージカラーであるオレンジになっている。 | 1勝2敗   |

#### ダンス仕分け
関ジャニ∞が1人ずつダンスに挑み、プロダンサーがそれを審査する。初回は、指定されたダンスの技に1人ずつ挑戦、全員成功を目指す。判定は、プロダンサー4人の合議で、「上手い」または「下手」で判定。「下手」と判定された場合、踊れない「ダメジャニーズ」の烙印を押される。2回目以降は、関ジャニ∞が小学生ダンサーと1対1で対戦。お互いに課題として与えられた共通の技を含めた30秒のオリジナルパフォーマンスを披露し、プロダンサー5人の審査（2回目は多数決、3人目は持ち点10点×5人の合計点）で勝敗を決する。なお3回目からは、関ジャニ∞側に助っ人を加えて、小学生ダンサーと対戦している。

#### リンボーダンス対決(柔軟女王決定戦)仕分け
身体の柔軟性に自信のある女性芸能人・アスリートが、リンボーダンス(自動的に前進するベルトコンベア式の床に乗りながら、バーをくぐる)で対決。当初はプロフィギュアスケーターの荒川静香に、それ以外の出場者が挑むという内容であった。関ジャニ∞は、第1回大会は抽選で選ばれた大倉が選手側で参加し、それ以外のメンバーは一応仕分けという名目で、荒川が優勝できるか否かを予想。第2回大会以降は、全員見届け人として誰が優勝するか仕分ける方式になっている。

#### Y字バランス対決仕分け
身体の柔軟性に自信のある女性芸能人・アスリートがY字バランス(徐々に狭まる円柱の土台の上に片足で乗り、足場が7m先に自動的に進むまで、Y字バランスの姿勢を保つ)で対決。誰が優勝するか仕分ける。

#### ボウリング仕分け
プレッシャー仕分け
2012年8月4日放送。ボウリングのピンをノーミスで連続1本から10本まで倒せるかという企画。ルールは全10ステージ、10人連続で指定本数のピンを倒していき最終ステージまでノーミスでクリア出来れば成功だが、後半ステージに行けば行く程プレッシャーがかかるので精神力が重要となる。制限時間10時間以内に達成出来れば賞金100万円。誰か1人でも失敗したら連帯責任として仕分けバズーカを執行され、最初からやり直しとなる。ちなみに20代～30代男性が行った場合ノーミスで全ステージをクリア出来る確率は0.39％。
|              | ノルマ本数 | 突破成功率 |
| ------------ | ---------- | ---------- |
| 第1ステージ  | 1本以上    | 93.0%      |
| 第2ステージ  | 2本以上    | 80.9%      |
| 第3ステージ  | 3本以上    | 65.3%      |
| 第4ステージ  | 4本以上    | 49.2%      |
| 第5ステージ  | 5本以上    | 33.9%      |
| 第6ステージ  | 6本以上    | 21.4%      |
| 第7ステージ  | 7本以上    | 12.0%      |
| 第8ステージ  | 8本以上    | 5.6%       |
| 第9ステージ  | 9本以上    | 2.0%       |
| 最終ステージ | 10本       | 0.39％     |

関ジャニ∞VS女子プロボウラー　リビングボウリング対決
2013年5月22日放送。過去の仕分けで全く活躍出来ず肩身の狭い思いをした横山・渋谷・錦戸の3名が共通する特技となるボウリングで女子プロボウラー3名と全3ステージで家具に囲まれたリビング内でボウリング対決するという前代未聞の企画。但しプレッシャー要因として見届け人として出演している残りの関ジャニ∞メンバー4名の誰かがリビング内に入り投球者へプレッシャーを与える。
日本No.1プロボウラーはストライクで何本まで倒せるのか？
2013年8月10日放送。通常のボウリングは4列10本だが、2列ずつ増やしていき（最大24列300本）、全10ステージで日本No.1プロボウラーならストライクで300本まで倒せるかというチャレンジ企画。チャンスは3回（各ステージ）失敗で終了。

#### 日本列島縦断 飛行機レース
2014年7月5日放送。丸山と村上、横山と錦戸に分かれて全国の空港協力のもと1泊2日でどれだけ多くの空港に行けるのかを対戦形式で検証する。ただし本やインターネットでの時刻検索は禁止で、行き先はフライト案内板だけを見て決めなければならず、相手が行った空港も含め1度行った空港はカウントされない。更に検証中は1歩たりとも空港から出ることは許されない。スタジオではロケに行っていない渋谷・大倉・安田と旅好きゲストのクリス松村・貫地谷しほり・伊集院光が勝敗を仕分け(予想)、外れた方は秘書から仕分けバズーカ。

#### ピアノ王No.1決定戦
2014年12月7日放送の特別編で初登場。芸能人4名がトーナメント戦を行い、ピアノレッスン用ソフトが指示した通りに課題曲を3回続いてピアノ演奏し、ミスタッチの回数が少なかった者が勝利となる。ただ曲のテンポは回ごと変化（等倍→1.2倍→1.3倍）する。この企画は仕分けは行わず、開始当初は関ジャニメンバーも横山と大倉しか登場せず、立会人として清水ミチコが出演していたが、2015年1月17日放送の2時間SPでは関ジャニ∞全員が立会人という役割で登場し、様子を見守っていた。

#### 芸能人密着カウンセリング ココロの健康仕分け
2014年12月7日放送の特別編で初登場。悩みを抱えた芸能人の日常生活に2日間密着したVTRを基に、心理カウンセラーらの心の専門家が悩みを解決するためのアドバイスを送る。この企画はゲームなどを行う対決企画ではなく、また関ジャニメンバーも村上と安田しか登場しない。

#### 関ジャニ∞横山・大倉 高卒認定試験合格出来るか仕分け
2015年1月17日放送。中卒の関ジャニ∞の横山・大倉が高卒認定試験合格に挑む企画。高卒認定試験とは高校を卒業出来なかった人が高校卒業程度と同等の得るための試験であり、合格すれば大学・専門学校などの受験資格が得られる。合格率は毎年3-4割程度。高卒認定試験合格に必要な科目は8科目で1つでも不合格だと認定されない。2人は2ヶ月の猛勉強の末、1回で全ての科目に合格し高校卒業と同等の資格を得た。

#### ギタリストNo.1決定戦~最も正確に弾けるのは誰?~
2015年2月21日放送。25曲の中からランダムに連続10曲出題され、流れてくる譜面を正確に弾かなければならない。審査員3名が音やテンポのずれをチェックし3人全員ミス判定でチャレンジ終了となる。
審査員 和嶋慎治（人間椅子）、菊地秀昭（元THE YELLOW MOMKEY）、マーティー・フリードマン
挑戦者 伊藤一朗（Every Little Thing）、TAKUYA（元JUDY AND MARY）、すぅ（Silent Siren）、ROLLY、安田章大（関ジャニ∞）
| 港のヨーコ・ヨコハマ・ヨコスカ | タッチ                   | DESIRE           | 愚か者                                   | innocent world     |
| 2億4千万の瞳                   | 長い夜                   | ルビーの指環     | ペッパー警部                             | 空も飛べるはず     |
| 太陽にほえろ!メインテーマ      | 雪國                     | みちのくひとり旅 | 北酒場                                   | パラダイス銀河     |
| 俺ら東京行ぐだ～               | ラブ・ストーリーは突然に | ultra soul       | ファンキー・モンキー・ベイビー           | スニーカーぶる～す |
| One Night Carnival             | MARIONETTE               | 夏のお嬢さん     | #1090 ～Thousand Dreams～ Mステ テーマ曲 | プレイバック part2 |

#### 料理人VS関ジャニ∞アレンジ料理対決
冷凍食品を使ってプロの料理人より美味しくアレンジできるか競う。味覚センスが問われる。アレンジルールは使用できる食材は3つまで（調味料は含まず）で、制限時間は5分。審査方法は誰か作ったか分からず別室にいるフードライター10人が試食し一番手軽で美味しく家でも作ってみたいアレンジ料理人に投票を入れる。関ジャニ∞メンバーが得票数1位なら仕分け成功。プロの料理人が得票数1位なら仕分け失敗となる。
| 放送期間  | 内容                           | 代表者     | 挑戦者   | 勝者 |
| --------- | ------------------------------ | ---------- | -------- | ---- |
| 2013.1.12 | 冷凍食品からあげアレンジ対決   | 錦戸・渋谷 | 神戸勝彦 | 神戸 |
| 2014.4.15 | 冷凍食品ハンバーグアレンジ対決 | 錦戸・丸山 | 譚彦彬   | 錦戸 |

## スタッフ
- 仕分けホール支配人：カンニング竹山
- ナレーション：垂木勉
- 企画：奥川晃弘
- 構成：樋口卓治、都築浩、樅野太紀、楠田信行、加藤淳一郎、前原卓磨
- TD：平間隆啓
- カメラ：住田清志
- 音声：清水美都子
- 映像：東那美
- 照明：吉田由樹
- ロケ技術：星野基幸（tsp）、山崎善映（tsp）
- 美術/デザイン：金澤弘道
- 美術進行：遠藤ゆか（テレビ朝日クリエイト）、小笠原五郎（テレビ朝日クリエイト）
- 大道具：西村訓
- 電飾：塚田聡
- 特機：田中徳一
- モニター：下園拓也
- 小道具：西原枝里
- 特効：釜田智志
- 装飾：竹村沙織
- CGディレクション：小林宏嗣
- CGデザイン：南治樹
- セットグラフィクス：清野啓太
- スタイリスト：和田ユキヨ
- EED：藤野誠一（IMAGICA）
- MA：阿部哲也（IMAGICA）
- 音効：波多野精二
- TK：多田羅英子
- 編成：船引貴史、池田佐和子
- 宣伝：吉田智美
- CBC：織田笑里
- デスク：萩原わかな
- 協力：第一興商、東京オフラインセンター
- 衣裳協力：KENT＆CURWEN、ORIHICA
- 事務所協力：ジャニーズ事務所
- 制作協力：トップシーン、ホリプロ、東通企画、MTG、レスポ、あお
- 制作スタッフ：後藤達哉、澤野友美、玉山祐介、飯山絵梨、杉山夏澄、山本万里奈、桑田絵里、植松綾香、剱持りえ、川崎一真、、内山凌
- AP：出口暢子、近藤尚、山田裕司、杉原亮一、原田麻紀
- ディレクター：芦田太郎、秋永真吾、山口智也、嶋中一人、中原芳、植田弘樹、玉田大輔、馬場一路、山崎智史、沼田真明、西山嘉昭、河村啓司、池上健介、柴田貴幸、栗原真、小倉大輔
- プロデューサー：山内智未、上條昌樹（トップシーン）、青山速己（あお）
- ゼネラルプロデューサー：粟井淳
- 製作著作：テレビ朝日

### 木曜未明（水曜深夜）時代のスタッフ
- ナレーション：垂木勉、荻野志保子（テレビ朝日アナウンサー）
- 構成：樋口卓治、楠田信行、前原卓磨
- 技術：羽田廣宣（tsp）、七澤甲（tsp）
- 照明：脇田雅夫（共立）
- 美術：小山晃弘
- デザイン：近藤千春
- 美術進行：若林広（テレビ朝日クリエイト）、高崎絵織（テレビ朝日クリエイト）
- 大道具：植村幸平
- CGプロディース：横井勝
- CGディレクション：形部まり子
- CGデザイン：村沢ちひろ
- EED：藤野誠一（IMAGICA）
- MA：阿部哲也（IMAGICA）
- 音効：波多野精二
- TK：長谷川夏子
- 編集協力：東京オフラインセンター
- スタイリスト：和田ユキヨ
- 協力：ジャニーズ事務所
- 制作協力：東通企画、c-block
- 撮影協力：第一興商
- 編成：遠藤華子
- 宣伝：椿本晶子
- CBC：寺島理沙
- デスク：小林裕美子
- 制作スタッフ：吉冨大輔、楠雄資、野津彩乃、日比野大輔、島田哲治
- AP：出口暢子、近藤尚、大橋ルミ
- ディレクター：西山嘉昭、大野寿之、山口智也、嶋中一人、池上健介、菅原悠平、渡辺資、中川大輔、浅野克己
- プロデューサー：粟井淳、樋口圭介、本部純、白髭晋二、緒方昌孝
- 製作著作：テレビ朝日

## ネット局と放送時間

### 木曜未明（水曜深夜）時代
| 放送地域   | 放送局              | 系列           | 放送日時                    | 放送期間                       | 遅れ日数   |
| ---------- | ------------------- | -------------- | --------------------------- | ------------------------------ | ---------- |
| 関東広域圏 | テレビ朝日（EX）    | テレビ朝日系列 | 木曜1:21 - 1:51（水曜深夜） | 2011年4月7日 - 9月29日         | 制作局     |
| 秋田県     | 秋田朝日放送（AAB） | テレビ朝日系列 | 火曜1:15 - 1:45（月曜深夜） | 2011年4月19日 - 2011年10月11日 | 遅れネット |
| 大分県     | 大分朝日放送（OAB） | テレビ朝日系列 | 金曜1:55 - 2:25（木曜深夜） | 2011年5月13日 - 不明           | 遅れネット |
| 熊本県     | 熊本朝日放送（KAB） | テレビ朝日系列 | 木曜1:45 - 2:15（水曜深夜） | 2011年7月7日 - 不明            | 遅れネット |
| 福島県     | 福島放送（KFB）     | テレビ朝日系列 | 水曜0:20 - 0:50（火曜深夜） | 2011年8月6日 - 不明            | 遅れネット |

- 名古屋テレビでも7月下旬に、夏休みの特別編成として、2011年6月2日未明（1日深夜）放送までの回を平日朝の時間帯で放送した。

### ゴールデンタイム時代
| 放送地域       | 放送局                           | 系列           | 放送日時           | 放送日の遅れ |
| -------------- | -------------------------------- | -------------- | ------------------ | ------------ |
| 関東広域圏     | テレビ朝日（EX）                 | テレビ朝日系列 | 土曜 19:54 - 20:54 | 制作局       |
| 北海道         | 北海道テレビ（HTB）              | テレビ朝日系列 | 土曜 19:54 - 20:54 | 同時ネット   |
| 青森県         | 青森朝日放送（ABA）              | テレビ朝日系列 | 土曜 19:54 - 20:54 | 同時ネット   |
| 岩手県         | 岩手朝日テレビ（IAT）            | テレビ朝日系列 | 土曜 19:54 - 20:54 | 同時ネット   |
| 宮城県         | 東日本放送（KHB）                | テレビ朝日系列 | 土曜 19:54 - 20:54 | 同時ネット   |
| 秋田県         | 秋田朝日放送（AAB）              | テレビ朝日系列 | 土曜 19:54 - 20:54 | 同時ネット   |
| 山形県         | 山形テレビ（YTS）                | テレビ朝日系列 | 土曜 19:54 - 20:54 | 同時ネット   |
| 福島県         | 福島放送（KFB）                  | テレビ朝日系列 | 土曜 19:54 - 20:54 | 同時ネット   |
| 新潟県         | 新潟テレビ21（UX）               | テレビ朝日系列 | 土曜 19:54 - 20:54 | 同時ネット   |
| 長野県         | 長野朝日放送（abn）              | テレビ朝日系列 | 土曜 19:54 - 20:54 | 同時ネット   |
| 静岡県         | 静岡朝日テレビ（SATV）           | テレビ朝日系列 | 土曜 19:54 - 20:54 | 同時ネット   |
| 石川県         | 北陸朝日放送（HAB）              | テレビ朝日系列 | 土曜 19:54 - 20:54 | 同時ネット   |
| 中京広域圏     | 名古屋テレビ放送（メ〜テレ/NBN） | テレビ朝日系列 | 土曜 19:54 - 20:54 | 同時ネット   |
| 近畿広域圏     | 朝日放送（ABC）                  | テレビ朝日系列 | 土曜 19:54 - 20:54 | 同時ネット   |
| 広島県         | 広島ホームテレビ（HOME）         | テレビ朝日系列 | 土曜 19:54 - 20:54 | 同時ネット   |
| 山口県         | 山口朝日放送（yab）              | テレビ朝日系列 | 土曜 19:54 - 20:54 | 同時ネット   |
| 香川県・岡山県 | 瀬戸内海放送（KSB）              | テレビ朝日系列 | 土曜 19:54 - 20:54 | 同時ネット   |
| 愛媛県         | 愛媛朝日テレビ（eat）            | テレビ朝日系列 | 土曜 19:54 - 20:54 | 同時ネット   |
| 福岡県         | 九州朝日放送（KBC）              | テレビ朝日系列 | 土曜 19:54 - 20:54 | 同時ネット   |
| 長崎県         | 長崎文化放送（NCC）              | テレビ朝日系列 | 土曜 19:54 - 20:54 | 同時ネット   |
| 熊本県         | 熊本朝日放送（KAB）              | テレビ朝日系列 | 土曜 19:54 - 20:54 | 同時ネット   |
| 大分県         | 大分朝日放送（OAB）              | テレビ朝日系列 | 土曜 19:54 - 20:54 | 同時ネット   |
| 鹿児島県       | 鹿児島放送（KKB）                | テレビ朝日系列 | 土曜 19:54 - 20:54 | 同時ネット   |
| 沖縄県         | 琉球朝日放送（QAB）              | テレビ朝日系列 | 土曜 19:54 - 20:54 | 同時ネット   |

- 鳥取県・島根県の日本海テレビ（NKT、日本テレビ系列）、宮崎県の宮崎放送（MRT、TBS系列）、富山県のチューリップテレビ（TUT、TBS系列）は、不定期で放送。